# Devilman Crybaby
Devilman Crybaby là một bộ anime phát hành trực tuyến nhiều tập (ONA) ra mắt năm 2018 của Nhật Bản, phỏng theo nguyên tác manga Devilman của tác giả Nagai Go. Phim do Yuasa Masaaki giữ vai trò đạo diễn, Aniplex và Dynamic Planning đồng sản xuất, Science SARU đảm nhận khâu hoạt họa và đồng thời được phát hành bởi Netflix. Hãng Aniplex đã trao cho Yuasa cơ hội cầm trịch dự án Devilman mới, từ đó vị đạo diễn dần mường tượng ra cốt truyện cũng như chủ đề của Devilman Crybaby. Sau khi Crybaby được công bố vào năm 2017 nhân dịp kỷ niệm 50 năm tuổi nghề của Nagai Go, Netflix đã chính thức phát hành bộ anime này trên nền tảng trực tuyến vào ngày 5 tháng 1 năm 2018. 
Mặc dù có bối cảnh đặt ở thế kỷ 21 thay vì những năm 1970 như manga nguyên tác, thế nhưng sê-ri này vẫn giữ nguyên những tiền đề cơ bản mà Nagai đặt ra. Tác phẩm xoay quanh hai nhân vật Fudo Akira và người bạn Asuka Ryo buộc phải tìm cách đối phó với một chủng loài quỷ cổ xưa đang có ý định quét sạch loài người. Tin rằng cách duy nhất để tiêu diệt quỷ dữ chính là sử dụng sức mạnh của quỷ dữ, Ryo quyết định hợp nhất Akira với một con quỷ tàn bạo và hùng mạnh. Hành động đó đã biến Akira trở thành Devilman, tuy có sức mạnh của loài quỷ nhưng vẫn giữ được trái tim con người. Devilman Crybaby đã sử dụng phép ẩn dụ về niềm tin và định kiến mù quáng của con người nhằm diễn giải lại chủ đề phản chiến trong Devilman nguyên tác, đồng thời làm người xem chiêm nghiệm về sự thao túng và chứng hoang tưởng thông qua việc phúng dụ loài quỷ như "những kẻ bên lề". Nhiều bài phân tích mà giới chuyên môn đưa ra đã xoáy sâu vào những khía cạnh mà Crybaby khắc họa gần như xuyên suốt tác phẩm, chẳng hạn như tuổi dậy thì, tính dục, tình yêu, ham muốn thể xác và LGBT, đồng thời còn tranh luận xem liệu góc nhìn lẫn kết thúc của tác phẩm có phải là hư vô hay không.
Phong cách chuyển thể của đạo diễn Yuasa đã gây ra những chia rẽ và tranh cãi lớn trong cộng đồng người hâm mộ, mặc dù Devilman Crybaby là một trong những bộ anime ra mắt năm 2018 được bàn tán rộng rãi nhất. Tuy Netflix không công bố cụ thể lượng người theo dõi sê-ri này, song nhiều nhà báo vẫn gọi đây là một cú hit lớn. Crybaby đã nhận về nhiều lời khen ngợi từ giới chuyên môn, trong đó một số ý kiến còn cho rằng đây là một "kiệt tác" cũng như anime xuất sắc nhất từ trước đến nay của Netflix, đồng thời còn là tác phẩm xuất sắc nhất năm hoặc thậm chí là thập kỷ. Bất chấp việc gây ra những phản ứng phân cực xoay quanh mức độ bạo lực lẫn đoạn kết của phim, giới chuyên môn lẫn khán giả mộ điệu vẫn ca ngợi Devilman Crybaby vì sở hữu phần hoạt ảnh xuất sắc, nhạc phim ấn tượng, miêu tả nhân vật đầy phức tạp cũng như tính trung thành với manga nguyên tác.

## Nội dung
Cốt truyện của bộ phim xoay quanh nhân vật Fudo Akira, vốn là một cậu học sinh bình thường nhưng lại vô cùng lương thiện. Do tính chất công việc của bố mẹ nên cậu phải sống chung với gia đình cô bạn Makimura Miki, đồng thời cũng là người mà cậu luôn thầm thương trộm nhớ. Vào một lần nọ, khi Akira đang cố gắng bảo vệ Miki khỏi một băng nhóm do tay rapper Wamu cầm đầu thì cậu được người bạn thời thơ ấu của mình là Asuka Ryo giải vây. Ryo tiết lộ với Akira về chuyến thám hiểm gần đây của anh đến rừng Amazon và phát hiện ra sự tồn tại của quỷ dữ, thế nhưng chính phủ các nước đều cố gắng bưng bít thông tin này để tránh gây ra hỗn loạn trên diện rộng.
Theo kế hoạch vạch trần lũ quỷ, Ryo đưa Akira đến một hộp đêm ngầm vốn được cho là nơi triệu hồi những sinh vật tà ác. Tại đây, Ryo điên cuồng tấn công mọi người bằng một chai thủy tinh vỡ, khiến cho lũ quỷ bắt đầu lộ diện. Ryo vui sướng quay lại cảnh quỷ dữ tàn sát con người, song lại bị một tên trong số chúng tấn công và ghì chặt xuống đất. Trong cảnh ngàn cân treo sợi tóc, ý chí của Akira đã giúp cậu chế ngự con quỷ Amon hùng mạnh đang cố gắng kiểm soát cơ thể mình, đồng thời thay đổi hình dạng rồi tiêu diệt toàn bộ ác quỷ đang có mặt tại đó. Trong khoảng thời gian tiếp theo, Ryo và Akira cùng nhau hợp tác chống lại những kẻ thù tàn bạo và cực kỳ nguy hiểm, chẳng hạn như Sirene – người tình của Amon – và cộng sự ả ta là Kaim, cũng như Jinmen – kẻ chịu trách chịu cho cái chết thảm khốc của cha mẹ Akira.
Tình bạn giữa Akira và Ryo dần trở nên rạn nứt theo thời gian vì những hành động cực đoan mà Ryo thực hiện nhằm che đậy bí mật của Akira. Sau cùng, Ryo tiết lộ với giới truyền thông về việc ngôi sao điền kinh Koda Moyuru là một con quỷ, khiến cho cả thế giới lâm vào cảnh hỗn loạn khi biết về sự tồn tại của chủng loài này. Nhân loại mất đi sự đoàn kết, trở nên hoài nghi và thẳng tay giết hại lẫn nhau trong khi quỷ dữ thì có cơ hội hoành hành. Ghê tởm vì sự bàng quan của Ryo trước những gì hắn đã gây ra, Akira, cùng với Koda và người bạn Miki "Miko" Kuroda (cũng bị quỷ dữ nhập xác) bắt đầu tìm kiếm các Devilman khác – những kẻ vẫn giữ được sự lương thiện trong một thế giới dần mất đi tính người. Giữa một Tokyo đầy rẫy bạo lực và vô đạo, gia đình của Miki cũng không thể thắng được số phận trước sự bất lực của Akira. Bối rối vì những hành động của bạn mình, Ryo bèn quay trở lại rừng nhiệt đới Amazon.
Sau khi từ rừng Amazon trở về, Ryo ngay lập tức thao túng dư luận quốc tế bằng cách bịa đặt về nguồn gốc của loài quỷ, đồng thời phát sóng trực tiếp cảnh Akira biến đổi thành Devilman. Điều ấy đã khiến cho các cuộc thảm sát và diệt chủng hàng loạt ngày càng lan rộng trên toàn cầu. Sau khi đăng bài bênh vực Akira trên mạng xã hội, Miki và bạn bè của mình đã bị sát hại dã man bởi một đám đông cuồng loạn, nhất mực khẳng định rằng họ là loài quỷ. Khi nhìn thấy từng phần cơ thể của bạn mình bị lũ người khát máu xẻ ra, cắm lên những chiếc cọc và điên cuồng nhảy múa quanh đống lửa, thì Akira – giờ đây tràn ngập nỗi đau đớn và uất hận tột cùng – quyết định giết sạch tất cả bọn chúng, dù khi trước anh luôn nhất mực không muốn xuống tay với con người.
Akira đối mặt với Ryo và biết được rằng hắn ta thực chất chính là thiên thần sa ngã Satan. Trước đây, Satan bị trục xuất khỏi Thiên đường và tìm đến Trái đất, đồng thời phát hiện ra những con quỷ tồn tại trên hành tinh này. Mặc dù Satan và lũ quỷ tiếp tục bị Chúa trời trừng phạt và mất đi cơ thể, nhưng ý chí của chúng vẫn còn tồn tại và chực chờ cơ hội được quay trở về. Sau khi tái sinh thành Ryo, Satan có ý định tận diệt loài người để nhường chỗ cho lũ quỷ, bởi lẽ bản chất đơn giản cùng khả năng của chúng vượt trội hơn nhiều so với những phàm nhân mỏng manh, yếu đuối và phức tạp kia. Hắn đã lên kế hoạch để hợp nhất Akira với Amon, biến cậu thành Devilman để có thể sống sót trong thế giới mới, đồng thời gửi lời cảm ơn đến Akira vì đã ở bên cạnh hắn ta khi vẫn còn là con người. Akira khước từ lời đề nghị của Satan và tập hợp các Devilman khác để đương đầu với hắn. Trong trận chiến cuối cùng, dù đã cố gắng hết sức và nhận được sự hỗ trợ đắc lực từ đồng minh, Akira vẫn thất bại trong cay đắng trước Satan.
Giữa một thế giới hoang tàn và đổ nát, khi con người, quỷ dữ, Devilman cùng các chủng loài khác đều bị tuyệt diệt, thì Satan nằm cạnh Akira rồi hồi tưởng lại những khoảnh khắc năm xưa. Khi nhận ra rằng Akira đã chết, Satan bỗng chốc chìm trong nỗi đau vô hạn vì đã xuống tay kết liễu người mình yêu. Hắn bật khóc nức nở, ôm chặt cơ thể của Akira trong khi một đội quân Thiên thần đang đổ xuống Trái đất. Các thiên thần phá hủy rồi khôi phục lại địa cầu thành một thế giới mới, nơi tồn tại song song hai Mặt trăng với nhau.

## Nhân vật và diễn viên lồng tiếng
| Nhân                                     | Tiếng Nhật       | Tiếng Anh               |
| ---------------------------------------- | ---------------- | ----------------------- |
| Fudo Akira (不動 明)                     | Uchiyama Kōki    | Griffin Burns           |
| Asuka Ryo (飛鳥 了)                      | Murase Ayumu     | Kyle McCarley           |
| Makimura Miki (牧村 美樹)                | Han Megumi       | Cristina Vee            |
| Miki "Miko" Kuroda (ミーコ/黒田ミキ)     | Koshimizu Ami    | Cherami Leigh           |
| Sirene (シレーヌ Shirēnu)                | Tanaka Atsuko    | Cindy Robinson          |
| Kaim (カイム Kaimu)                      | Koyama Rikiya    | Joe Ochman              |
| Jinmen (ジンメン)                        | Hirose Akio      | Michael Sorich          |
| Xenon (ゼノン Zenon)                     | Avu-chan         | Không được ghi danh     |
| Psycho Jenny (サイコジェニー Saiko Jenī) | Takato Yasuhiro  | Cindy Robinson          |
| Nagasaki Koji (長崎 光司)                | Tsuda Kenjiro    | Doug Erholtz            |
| Wamu (ワム)                              | Ken the 390      | Johnny Yong Bosch       |
| Gabi (ガビ)                              | Kimura Subaru    | Ben Pronsky             |
| "Kukun" Mayuta (ククン/マユタ)           | Young Dais       | Keith Silverstein       |
| Babo (バボ)                              | Hannya           | Uncredited              |
| Hie (ヒエ)                               | Afra             | Không được ghi danh     |
| Moyuru Koda (幸田 燃寛)                  | Hirano Junya     | Bryce Papenbrook        |
| Makimura Taro (牧村 太郎)                | Inagawa Eri      | Dorothy Elias-Fahn      |
| Makimura Noel (牧村 ノエル)              | Obara Masato     | Christopher Corey Smith |
| Makimura Akiko (牧村 亜樹子)             | Kobayashi Sayaka | Anne Yatco              |

## Sản xuất và phát hành

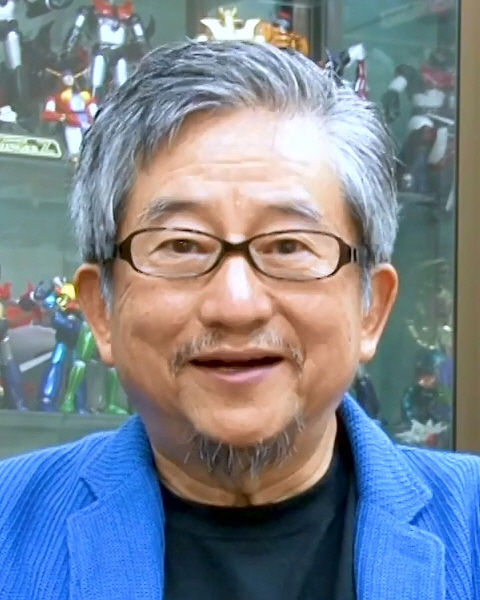
Devilman Crybaby dựa trên bộ truyện tranh do Nagai Go (ảnh) sáng tác, tuy nhiên đạo diễn Yuasa Masaaki nhận định rằng Nagai có thể bị hạn chế bởi đối tượng mà tạp chí shōnen nhắm đến.

### Quá trình phát triển
Devilman Crybaby được phóng tác dựa trên bộ manga Devilman của Nagai Go. Tác phẩm do hai studio Aniplex và Dynamic Planning (thuộc sở hữu của Nagai) bắt tay sản xuất với vai trò là một bộ phim gốc của Netflix, trong khi trách nhiệm xử lý khâu hoạt họa thì thuộc về hãng Science SARU. Yuasa Masaaki đảm nhận phần chỉ đạo dự án, Ōkouchi Ichirō viết kịch bản còn Choi Eunyoung thì nhận vai trò sản xuất hoạt ảnh cho phim. Bên cạnh đó, dàn nhân sự của dự án còn có Kurashima Ayumi với tư cách là nhà thiết kế nhân vật, trong khi Oshiyama Kiyotaka thì thực hiện phần tạo hình cụ thể cho từng con quỷ. Mặc dù rất hâm mộ loạt Devilman nguyên tác, nhưng đạo diễn Yuasa không bao giờ nghĩ rằng mình sẽ cầm trịch một dự án có liên quan đến bộ manga này. Studio Aniplex mà ông từng cộng tác chung trong Ping Pong the Animation (2014) đã đưa ra gợi ý về một bản chuyển thể Devilman. Vị đạo diễn liền bắt tay thực hiện Crybaby sau khi nhận ra rằng tác giả Nagai đã cố gắng tiết giảm lại các tình tiết khiêu dâm và bạo lực trong truyện, vì khi đó manga Devilman được xuất bản trên một tạp chí shōnen vốn dành cho nam giới thanh thiếu niên. Yuasa cũng nhận xét rằng những tác phẩm sau này của Nagai có phần "tăm tối và cực đoan hơn rất nhiều", vậy nên ông đã tạo ra Crybaby với quan điểm "Nếu tiền bối Nagai thỏa sức làm theo ý mình thì không biết liệu ông ấy sẽ tiến xa đến chừng nào". Hơn nữa, nhà làm phim cũng bày tỏ mong muốn được thực hiện phần tiếp theo của Crybaby, vì như thế ông mới có cơ hội khám phá "những bối cảnh cũng như lối kể chuyện khác nhau".

### Bối cảnh
Bối cảnh trong Crybaby được đặt ở thế kỷ 21 thay vì thập niên 1970 như manga gốc. Nếu như trong bộ truyện có những tên côn đồ bắt nạt Akira, thì trong anime chúng lại được thay thế bởi các rapper. Vì lẽ đó, nên một số tập phim còn xuất hiện những đoạn rap mở rộng do các rapper chuyên nghiệp thực hiện; chúng đóng vai trò như một loại hình dẫn truyện xuyên suốt tác phẩm. Đạo diễn Yuasa cho biết ông thực hiện những thay đổi trên vì tin rằng "các rapper chính là những người dám nói lên tiếng lòng của mình trong xã hội ngày nay". Bên cạnh đó, Crybaby còn xuất hiện những đoạn bình luận thông qua mạng xã hội hoặc tin nhắn văn bản, nhằm xoáy sâu vào phản ứng của con người đối với ác quỷ. Yuasa nhận xét rằng sự phổ biến của công nghệ và phương tiện truyền thông mạng xã hội đã khiến cho tình hình của thế kỷ 21 rất gần với viễn cảnh bạo lực mà Nagai đã mường tượng ra trong bộ manga của mình, bởi lẽ "con người ngày càng kết nối với nhau hơn, ở cả khía cạnh tốt và xấu". Về mặt tiêu cực, ông viện dẫn những trường hợp người ta bị bắn chỉ vì một trò chơi video, hành vi lẫn thái độ thù địch của cảnh sát nhắm vào người Mỹ gốc Phi, sự trỗi dậy của chủ nghĩa dân tộc trong chính trị, cũng như xu hướng đổ lỗi cho người nước ngoài. Ngược lại, ở khía cạnh tích cực, vị đạo diễn đã đề cập đến những cá nhân tự công khai mình là LGBT trên các trang mạng xã hội và nhận được "sự chấp nhận về quan điểm và lối sống khác nhau" ngày càng nhiều. Bối cảnh của Crybaby được đặt trong một vũ trụ nơi mà loạt phim Devilman thật sự tồn tại, chẳng hạn như việc bài hát chủ đề của nó được đặt làm nhạc chuông, hay căn phòng của một đứa trẻ chứa đầy các đồ vật trong Devilman.

### Phát hành
Dự án Devilman Crybaby được công bố lần đầu vào tháng 3 năm 2017, nhân dịp kỷ niệm 50 ngày mà tác giả Nagai chính thức bước chân vào con đường sáng tác. Đoạn trailer đầu tiên của phim được phát hành trên kênh YouTube của Netflix Nhật Bản vào tháng 8 cùng năm, đồng thời tiết lộ rằng bản anime này sẽ có 10 tập. Vào ngày 5 tháng 1 năm 2018, Crybaby chính thức ra mắt độc quyền trên nền tảng Netflix tại 90 quốc gia và vùng lãnh thổ. Phim có sẵn 23 ngôn ngữ phụ đề và được chuyển ngữ sang 7 thứ tiếng, bao gồm Anh, Pháp, Đức, Ý, Bồ Đào Nha Brasil, tiếng Tây Ban Nha chuẩn và Tây Ban Nha Castilla. Ngày 30 tháng 5 năm 2018, Aniplex Nhật bản đã phát hành phiên bản đầy đủ của tác phẩm dưới dạng đĩa Blu-ray. Ngoài ra, một cuộc triễn lãm mang tên Sabbath Shibuya cũng được tổ chức tại chuỗi cửa hàng âm nhạc Nhật Bản Tower Records từ tháng 5 đến tháng 6 năm 2018. Nhãn hiệu thời trang Beams của Nhật đã tung ra một dải sản phẩm thời trang đường phố lấy cảm hứng từ loạt Devilman Crybaby, trong khi Aniplex thì cho bán các sản phẩm tượng đá poly phỏng theo bộ anime.

### Âm nhạc
Devilman Crybaby sử dụng bài hát "Man Human" của nhóm nhạc Denki Groove trong phần mở đầu mỗi tập của phim, trong khi ca khúc "Konya Dake" (今夜だけ n.đ. 'Tonight Only') do Takkyū to Tabibito thể hiện thì góp mặt duy nhất trong đoạn kết tập 9. Mặt khác, trong Crybaby cũng xuất hiện bản remix do giọng hát chính Avu-chan của ban nhạc Queen Bee trình bày, được phối lại từ của ca khúc chủ đề của loạt "Devilman no Uta" ra mắt  những năm 1070. Rapper người Nhật Ken the 390 chịu trách nhiệm giám sát các đoạn rap trong tác phẩm, đồng thời cũng lồng tiếng cho nhân vật Wamu.
Phần âm nhạc của phim do Ushio Kensuke sáng tác, đồng thời được Aniplex phát hành vào ngày 10 tháng 1 năm 2018 dưới dạng 2 đĩa vật lý gồm 48 bản nhạc. Ấn phẩm hoàn chỉnh cũng chứa đĩa CD Devilman Crybaby Freestyle Rap All Tracks CD.
Tất cả các bản nhạc dưới đây đều do Ushio Kensuke sáng tác, ngoại trừ một số tác phẩm được cước chú.
| Disc 1           | Disc 1                                       | Disc 1           | Disc 1           | Disc 1                | Disc 1     |
| STT              | Nhan đề                                      | Phổ lời          | Phổ nhạc         | Vocals                | Thời lượng |
| ---------------- | -------------------------------------------- | ---------------- | ---------------- | --------------------- | ---------- |
| 1.               | "The Genesis"                                |                  |                  |                       | 1:46       |
| 2.               | "D.V.M.N." (-Theme from "DEVILMAN crybaby"-) |                  |                  |                       | 3:34       |
| 3.               | "Buddy, Ryo"                                 |                  |                  |                       | 3:30       |
| 4.               | "Devilman no Uta"                            | Yū Aku           | Gō Misawa        | Avu-chan từ Queen Bee | 3:05       |
| 5.               | "Strategist"                                 |                  |                  |                       | 2:34       |
| 6.               | "Akira the Wild"                             |                  |                  |                       | 1:55       |
| 7.               | "Night Ride"                                 |                  |                  |                       | 1:26       |
| 8.               | "Miki"                                       |                  |                  |                       | 1:52       |
| 9.               | "Miki the Witch"                             |                  |                  |                       | 2:41       |
| 10.              | "Wired"                                      |                  |                  |                       | 1:12       |
| 11.              | "School Life"                                |                  |                  |                       | 1:57       |
| 12.              | "Wishy Washy"                                |                  |                  |                       | 2:02       |
| 13.              | "News Anchor"                                |                  |                  |                       | 1:10       |
| 14.              | "They Said…"                                 |                  |                  |                       | 1:51       |
| 15.              | "Cheesy Drop"                                |                  |                  |                       | 1:39       |
| 16.              | "Panic"                                      |                  |                  |                       | 1:26       |
| 17.              | "Possession"                                 |                  |                  |                       | 1:27       |
| 18.              | "Dreadful Stories"                           |                  |                  |                       | 2:01       |
| 19.              | "Who Is She?"                                |                  |                  |                       | 1:50       |
| 20.              | "Death Mask"                                 |                  |                  |                       | 1:27       |
| 21.              | "Behind the Scene"                           |                  |                  |                       | 1:59       |
| 22.              | "Anxiety"                                    |                  |                  |                       | 1:10       |
| Tổng thời lượng: | Tổng thời lượng:                             | Tổng thời lượng: | Tổng thời lượng: | Tổng thời lượng:      | 43:34      |

| Disc 2           | Disc 2                  | Disc 2     |
| STT              | Nhan đề                 | Thời lượng |
| ---------------- | ----------------------- | ---------- |
| 1.               | "Judgement"             | 1:45       |
| 2.               | "Sabbath Ⅰ"             | 4:48       |
| 3.               | "60311"                 | 1:44       |
| 4.               | "The Crawling"          | 1:51       |
| 5.               | "Nightmare"             | 1:38       |
| 6.               | "His Heart"             | 1:32       |
| 7.               | "Tears"                 | 1:47       |
| 8.               | "Sincerity"             | 1:01       |
| 9.               | "Luxuria"               | 1:50       |
| 10.              | "The Two of Them"       | 1:42       |
| 11.              | "Night Hawk"            | 2:33       |
| 12.              | "Beautiful Silene"      | 1:42       |
| 13.              | "Smells Blood"          | 1:49       |
| 14.              | "Crisis"                | 1:20       |
| 15.              | "Black Mist"            | 1:33       |
| 16.              | "The Cult"              | 1:38       |
| 17.              | "Enigma"                | 1:31       |
| 18.              | "Flashback"             | 1:09       |
| 19.              | "Prayer"                | 1:58       |
| 20.              | "Her Baton"             | 2:08       |
| 21.              | "Veritas"               | 1:42       |
| 22.              | "Ryo"                   | 1:36       |
| 23.              | "Satan"                 | 1:57       |
| 24.              | "Pathetique"            | 3:05       |
| 25.              | "From Here to Eternity" | 1:55       |
| 26.              | "Crybaby"               | 4:09       |
| Tổng thời lượng: | Tổng thời lượng:        | 94:57      |

## Chủ đề và diễn giải
Theo tác giả Nagai, mục tiêu chủ yếu mà bản Devilman nguyên tác muốn nhắm đến chính là dựng lên một câu chuyện phản chiến. Vì lẽ đó, Crybaby là một bức tranh cho thấy cách mà con người trở nên tàn ác và man rợ hệt như những thứ mà họ gọi là quỷ dữ. Cây bút Heather Alexandra từ trang Kotaku viết rằng quỷ là những tạo vật độc ác ngay từ đầu, còn loài người thì lặp lại hành vi của chúng khi câu chuyện ngày càng tiến triển. Nhiều nhà phê bình cho rằng việc các Devilman bị đàn áp chính là ngụ ý cho niềm tin mù quáng. Chẳng hạn, Megan Farokhmanesh của trang The Verge nhận xét rằng loạt phim chính là phúng dụ về "cái giá phải trả khi đàn áp những người mà ta không hiểu rõ" cũng như tấn công những kẻ bị cho là khác biệt. Alexandra tuyên bố rằng sự hoảng loạn của con người đối với ác quỷ cũng tương tự như hành động kỳ thị người đồng tính, người chuyển giới, phân biệt chủng tộc hay khi người ta "xem kẻ khác là 'lũ ngoại cuộc'". Mike Toole từ Anime News Network thì nhận định Crybaby đã khắc họa cách mà con người nhanh chóng trở nên thù địch với những kẻ "đáng ngờ hoặc khác thường" nhằm bảo vệ những người xung quanh họ. Trong khi đó, nhà báo Eric Thurm của tờ Decider lại cho rằng tình trạng bạo lực diện rộng – vốn đại diện cho tinh thần phản chiến và "thông điệp chính trị" của tác phẩm – đã phản ánh "khuynh hướng hoang tưởng và sẵn sàng chống lại kẻ khác của nhân loại".
Khi viết trên Syfy.com, Brittany Vincent cho rằng Crybaby đã dẫn đến "một cuộc khủng hoảng hiện sinh không thể tránh khỏi", còn Michael Pementel từ trang Bloody Disgusting thì nhấn mạnh "những yếu tố chứa đầy tính hiện sinh và cảm xúc" của tác phẩm. Alexandra nhận thấy sê-ri đã cố gắng xoáy sâu vào nhiều câu hỏi triết học, chẳng hạn như về lòng tốt, sự trụy lạc, hay như việc làm người. Kallie Plagge thuộc chuyên trang GameSpot cho biết Crybaby là một sự chiêm nghiệm về ý nghĩa của việc làm người, trong khi Lynzee Loveridge đến từ Anime News Network thì viết rằng tác phẩm đã đặt ra một câu hỏi, liệu có lằn ranh nào ngăn cách nhân loại với những thứ quái dị hay không. Cây viết Rob Salkowitz của tờ Forbes lập luận rằng bộ phim cũng khắc họa về đề tài tôn giáo cũng như sự mỏng manh của các thiết chế xã hội. Pementel cũng bàn về vai trò của sự thao túng trong việc châm ngòi cơn cuồng nộ của người dân. Mặt khác, Toole thì cho rằng Crybaby bàn luận về sự phát triển của các truyền thuyết đô thị, cũng như những khó khăn khi phải đối mặt với "biến động xã hội". Trong khi đó, Rose Bridges từ Anime News Network đã nhấn mạnh vai trò của công nghệ và truyền thông đại chúng trong tác phẩm, khi chúng vốn dĩ phải thống nhất nhưng thay vào đó lại tạo điều kiện cho "những hành vi bốc đồng mang nặng sự phán xét". Nữ tác giả cũng bình luận rằng bộ phim đã phản ánh cách mà con người bị tàn phá bởi những suy nghĩ phán xét, được ngụ ý qua việc ác quỷ xuất hiện từ bên trong cơ thể con người.
Một số ý kiến còn cho rằng Devilman Crybaby là tác phẩm ẩn dụ cho độ tuổi dậy thì, đặc biệt là ở lứa thanh thiếu niên nam. Toole nhận định rằng những thay đổi về thể chất lẫn tinh thần mà Akira trải qua sau khi có được sức mạnh của Devilman chính là tượng trưng cho sự lo lắng diễn ra trong quá trình dậy thì. Vincent thì khẳng định đây là một câu chuyện về chuỗi ngày "tự khám phá và chấp nhận bản thân", trong khi Allegra Frank từ Polygon thì cho rằng tác phẩm đã chứng minh "tình yêu đích thực đối với lứa trẻ". Nick Creamer của Anime News Network cho biết Crybaby xoay quanh "những cảm xúc hỗn loạn khi dậy thì, cũng như việc phải vật lộn từng ngày với nhận dạng tình dục và đắm chìm trong tình yêu không hồi đáp". James Beckett – cũng đến từ Anime News Network – viết rằng tác phẩm đã phản ánh cách mà người trẻ đối mặt với dục vọng, tình yêu và cái tôi của bản thân, cũng như cách mà nó tác động đến "nhận thức về giá trị" của họ. Cây bút Jacob Chapman đến từ cùng trang web thì nhận thấy Crybaby có chứa những câu chuyện về những người "học cách chấp nhận bản thân và yêu thương lẫn nhau". Bridges nhận định tác phẩm đã gửi gắm những thông điệp tích cực đến người xem thuộc cộng đồng LGBT, vì cách khắc họa "bản chất tàn khốc của những người che giấu xu hướng tính dục", đồng thời cho thấy việc chấp nhận con người thật của mình có thể làm cho những ai đang trải qua khổ đau cảm thấy vững lòng hơn. Tác giả Matt Schley làm việc cho tờ The Japan Times cho rằng dù được chuyển thể từ Devilman của Nagai, song Crybaby mang lại cảm giác như thể nó là tác phẩm tiếp nối tinh thần của Kemonozume, bởi cả hai đều đề cập đến những chủ đề về bản dạng, định kiến, tôn giáo và tình yêu bị ngăn trở.
Cái kết tận thế của Crybaby được lấy trực tiếp từ manga nguyên tác, vốn không xuất hiện trên bất kỳ bản chuyển thể Devilman hoạt hình nào khác. Daryl Surat từ Otaku USA gọi đây là tư tưởng hư vô, trong khi Remus Noronha của trang Collider thì bình luận rằng "một cảm giác bi thảm không thể tránh khỏi" đã hiện hữu xuyên suốt tác phẩm. Alexandra cảm thấy bản chuyển thể anime lần này đã thể hiện tinh thần hư vô của bộ manga gốc, dù bộ phim dường như mang lại rất nhiều hy vọng khi hồi kết gần kề. Trái ngược với những quan điểm trên, Chris Person từ Kotaku thì cho rằng dù tác phẩm kết thúc bằng một bi kịch, thế nhưng anh không nghĩ "hư vô" là một từ phù hợp để mô tả về Devilman Crybaby bởi "nó chứa đựng một cảm xúc cốt lõi và luận điểm mạnh mẽ". Frank viết rằng những giọt nước mắt sầu khổ mà Satan dành cho Akira đã "biến một cái kết hư vô như vậy không hoàn toàn vô vọng". Bản thân đạo diễn Yuasa cũng từng bình luận về vấn đề này. Ông nói rằng Crybaby chủ yếu tập trung vào tính cách của Ryo. Trong khi hành động của Akira nhất quán từ đầu đến cuối, thì Ryo lại phải đối mặt với những nghi ngờ, "ít nhất là về những thay đổi và đấu tranh nội tâm". Hai người họ đã gặp nhau từ khi còn là những đứa trẻ, và Akira là người duy nhất ủng hộ Ryo – vốn đã nảy sinh tình cảm với Akira nhưng không hề nhận ra điều đó. Vai trò của Akira là dạy cho Ryo một điều gì đó, đồng thời điểm cốt yếu của câu chuyện "chính là những gì mà Ryo học được ở hồi kết", rằng "đó chính là tình yêu".

## Episodes
All episodes were written by Ichirō Ōkouchi.
| TT. | Tiêu đề | Storyboarded by                 | Đạo diễn           | Animation directed by |
| --- | --- | ------------------------------- | ------------------ | --- |
| 1   | "I Need You" (tiếng Nhật: おまえが必要なんだ)                                                                         | Masaaki Yuasa                   | Masaaki Yuasa      | Tomohisa Shimoyama |
| 2   | "One Hand Is Enough" Chuyển ngữ: "Kata te de jūbun da" (tiếng Nhật: 片手で十分だ)                                     | Masaaki Yuasa                   | Katsunori Shibata  | Takashi Kojima |
| 3   | "Believe Me!" Chuyển ngữ: "Ore wa tottanda!" (tiếng Nhật: オレは撮ったんだ！)                                         | Juan Manuel Laguna Abel Góngora | Tōru Yoshida       | Tetsuro Uetake |
| 4   | "Come, Akira" Chuyển ngữ: "Akira, kite" (tiếng Nhật: 明、来て)                                                        | Tomohisa Shimoyama              | Tomohisa Shimoyama | Tomohisa Shimoyama |
| 5   | "Beautiful Silene" Chuyển ngữ: "Shirēnu, kimi wa utsukushī" (tiếng Nhật: シレーヌ、君は美しい)                        | Kiyotaka Oshiyama               | Kiyotaka Oshiyama  | Kiyotaka Oshiyama |
| 6   | "Neither Demon nor Human" Chuyển ngữ: "Akuma demo ningen demonai" (tiếng Nhật: 悪魔でも人間でもない)                  | Keisuke Shinohara               | Keisuke Shinohara  | Naoya Wada |
| 7   | "Weak Humans, Wise Demons" Chuyển ngữ: "Ningen wa yowaku, akuma wa kashikoi" (tiếng Nhật: 人間は弱く、悪魔は賢い)     | Pyeon-Gang Ho                   | Ayataka Tanemura   | Ken Obata, Atsuko Hikimoto, Yūko Kobayashi, Masumi Hattori, Kenji Hattori, Daisuke Takemoto, Kazuhiro Sasaki, Atsushi Aono |
| 8   | "I Must Know Myself" Chuyển ngữ: "Ore wa ore o shiranakute wa naranai" (tiếng Nhật: オレはオレを知らなくてはならない) | Katsunori Shibata               | Katsunori Shibata  | Tomomi Kawatsuma, Shōko Nishigaki, Kiyotaka Oshiyama                                                                       |
| 9   | "Go to Hell, You Mortals" Chuyển ngữ: "Jigoku e ochiro, ningen-domo" (tiếng Nhật: 地獄へ墜ちろ、人間ども)             | Masaaki Yuasa                   | Takashi Kojima     | Takashi Kojima |
| 10  | "Crybaby" Chuyển ngữ: "Nakimushi" (tiếng Nhật: 泣き虫)                                                                | Masaaki Yuasa                   | Masaaki Yuasa      | Naoya Wada |

## Đón nhận

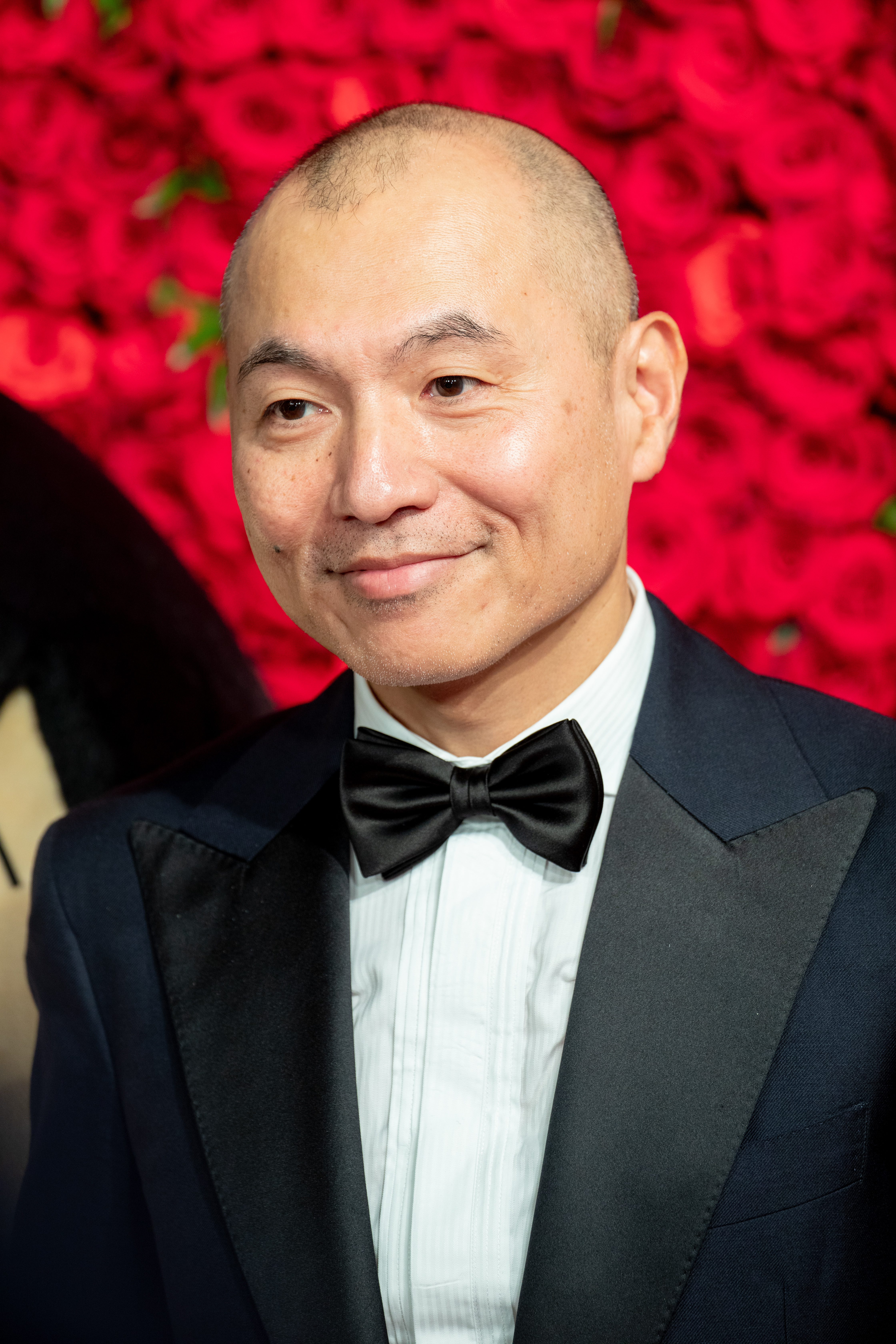
Mặc dù tác phẩm chuyển thể của đạo diễn Yuasa (hình) gây chia rẽ lớn trong cộng đồng người hâm mộ, tuy nhiên giới chuyên môn lại đánh giá cao phong cách hoạt họa mà nhà làm phim áp dụng trong Devilman Crybaby.

### Phản hồi từ khán giả
Thông báo về việc phát hành sê-ri Devilman Crybaby đã làm dấy lên sự mong đợi trong cộng đồng người xem anime. Theo James Hadfield thuộc tờ The Japan Times, đây là loạt anime gốc của Netflix gây ra "nhiều tiếng vang nhất". Christopher Inoa từ Syfy.com thì cho rằng Crybaby là "chủ đề bàn tán nổi bật đầu tiên trong giới mộ điệu anime năm 2018". Roland Kelts – cũng đến từ The Japan Times – gọi đây là "một trong những bộ anime được nhắc đến nhiều nhất 2018", còn Dan Auty của GameSpot thì nhận định Crybaby là "một trong những tác phẩm được thảo luận nhiều nhất trong nhiều năm trở lại đây". Ngoài ra, kiểu chạy đặc trưng của các nhân vật Devilman cũng thu hút sự chú ý từ cộng đồng anime, trong đó có YouTuber nổi tiếng PewDiePie, và được mệnh danh là "tư thế chạy xuất sắc nhất kể từ Naruto". Cùng với đó, bản remix của "Devilman no Uta" cũng trở thành một Meme Internet phổ biến. Mặc dù vậy, có một số ý kiến cho rằng đây là "một trong những bộ anime gây chia rẽ nhất trong mùa đông 2018" vì cách mà đạo diễn Yuasa cách điệu hóa bộ manga gốc của tác giả Nagai. Crybaby là chủ đề xuất hiện nhiều trên nền tảng Twitter vào tháng 1 năm 2018. Megan Peters đã viết về điều này trên ComicBook.com, đồng thời khẳng định việc "cho rằng tác phẩm ấy gây tranh cãi là vẫn còn nói giảm nói tránh đấy". Peters còn cho rằng nguồn cơn chính của gây ra sự bất đồng chính là "lối sử dụng hình ảnh quá lố" khiến một vài người "cảm thấy say mê", còn số khác thì lại "đùng đùng nổi giận".
Mặc dù Netflix không tiết lộ số lượng người xem cụ thể, song các nhà phê bình Auty, Valdez, Kelts và Lauren Orsini (từ Forbes) đều mô tả đây là một "bom tấn". Lượng người theo dõi bộ phim chủ yếu là những khán giả không phải người Nhật, bởi 90% trong số đó đều đến từ bên ngoài đất nước mặt trời mọc. Tuy nhiên, phiên bản Blu-ray phát hành ở Nhật Bản đã xếp ở vị trí thứ 11 trong tuần đầu ra mắt, khi bán ra ít nhất 2,637 bản. Inoa nhận định rằng "sự đón nhận ngay lập tức" đối với Crybaby đã biến nó trở thành tác phẩm nổi tiếng nhất của Yuasa. Khi viết cho trang Otaku USA, Vincent cũng cho rằng đây là một trong những "tác phẩm dễ nhận biết nhất" của Yuasa. Do mức độ nổi tiếng của Devilman Crybaby, nên nhà phân bối GKIDS của Mỹ đã bày tỏ mong muốn phát hành những bộ phim Science SARU trước đó như Night Is Short, Walk On Girl cùng Lu over the Wall. Cùng quan điểm với các nhận định trên, Sam Reach từ Anime News Network bình luận rằng "Cơn sốt mang tên Go Nagai ngày càng nóng hơn bao giờ hết, một phần không nhỏ là nhờ Devilman Crybaby". Ngay cả Nagai, biên kịch của phiên bản Devilman thập niên 1970 là Tsuji Masaki và nhà làm phim Sono Sion đều cất lời ca ngợi tác phẩm.

### Đánh giá chuyên môn
Trên hệ thống tổng hợp kết quả đánh giá Rotten Tomatoes, Devilman Crybaby đạt tỉ lệ đồng thuận 89% từ 9 bài đánh giá, với điểm trung bình có trọng số là 6/10. Nhiều ý kiến cho rằng đây là một trong những bộ anime xuất sắc nhất của Netflix, cũng như nằm trong danh sách những tác phẩm anime hay nhất năm. Tại lễ trao giải Crunchyroll lần thứ 3, Crybaby đã giành chiến thắng ở hạng mục "Anime của năm", trong khi Yuasa thì được xướng tên Đạo diễn xuất sắc nhất. Bên cạnh đó, bộ phim cũng nằm trong danh sách 14 tác phẩm hoạt hình được ban giám khảo lựa chọn thuộc khuôn khổ Liên hoan Nghệ thuật truyền thông Nhật Bản lần thứ 22 do Cục Văn hóa Nhật Bản tổ chức. Crybaby còn được các nhân viên của Crunchyroll, IGN và Polygon bình chọn là một trong những anime hay nhất thập niên 2010, còn trang Film School Rejects thì chọn đây là một trong những sê-ri hoạt hình xuất sắc nhất thập kỷ. Các nhân viên từ tạp chí Paste đã bầu Crybaby là anime hay thứ 35 mọi thời đại, trong đó nhà phê bình Toussaint Egan viết rằng đây "không chỉ là một trong những sê-ri tuyệt vời nhất trong ký ức gần đây, mà còn là tác phẩm sẽ vượt qua rào cản khắc nghiệt của thời gian". Cả Allegra Frank, Brittany Vincent, Cecilia D'Anastasio (từ Kotaku) và James Beckett đều gọi bộ phim là một "kiệt tác". Peters viết rằng Crybaby hội tụ mọi yếu tố của "một tượng đài nghệ thuật kinh điển", còn Bridges từ Anime News Network ca ngợi bộ phim "hoàn hảo từ đầu tới cuối".
Devilman Crybaby được chú ý đến nhờ yếu tố tình dục và bạo lực cực độ, thậm chí người ta còn so sánh nó với những tác phẩm khiêu dâm. Các phân cảnh máu me trong phim được nêu bật lên một cách rõ rệt, ngoài ra do tính chất tàn bạo nên bộ phim thường được khuyến cáo là "không dành cho người yếu tim". Auty từ GameSpot lập luận rằng Crybaby đã "phá vỡ mọi ranh giới" đối với những nội dung được phép xuất hiện trên nền tảng trực tuyến, đồng thời còn chấp bút hẳn một bài viết về lý do tại sao tác phẩm này chứa đựng "một vài tình tiết cực đoan nhất từng xuất hiện trên Netflix". Toole tuyên bố rằng đây là "loạt phim anime bạo lực và lố lăng đồi trụy nhất từng được lên sóng", trong khi Joyce Slaton từ Common Sense Media thì cho rằng những tình tiết trong phim thậm chí còn vượt quá những gì được dự kiến sẽ có mặt trong một tác phẩm dành cho người lớn. Nhà phê bình Emily Gaudette của tờ Newsweek đã gọi đây là "loạt anime truyền hình bạo lực và tục tĩu nhất trong năm, còn Thurm từ Decider thì mô tả Crybaby là "chương trình tuyền hình tởm lợm nhất". Schley của báo The Japan Times cho rằng Crybaby khác với các bản chuyển thể Devilman khác ở "mức độ bạo lực và tình dục", rằng tác phẩm này phù hợp với khán giả ở thập niên 1980 hơn – vốn là thời điểm xuất hiện những "bộ phim có hình ảnh cực kỳ man rợ" như Akira, Demon City Shinjuku hoặc Violence Jack. Trái lại, Chapman cũng đến từ Anime News Network lại cho rằng mức độ dã man của Crybaby không quá khó xem, vì "phong cách siêu hoạt họa của đạo diễn Yuasa".
Tuy các cây bút chuyên môn như Peters từ ComicBook.com và Rebecca Silverman từ Anime News Network đều cho rằng những yếu tố trên là "thừa thãi và vô bổ", thì Farokhmanesh làm việc cho The Verge phản bác những quan điểm trên với lập luận rằng chúng là "một công cụ để chứng minh bản chất thích hưởng thụ quá mức, thậm chí là kinh tởm của con người". Sanchez từ IGN cũng ghi nhận đây là "một trong số ít bộ anime hành động bạo lực ghi dấu ấn với cốt truyện đáng ngạc nhiên". Peters ghi rằng "nó vừa đau đớn nhưng cũng gợi lên nhiều suy ngẫm", còn Pementel của tờ Bloody Disgusting thì bình luận về "sự bạo lực đạt đến mức không tưởng" vì những đề tài mà tác phẩm khơi gợi lên. Beckett kết luận rằng bộ phim sở hữu "cái nhìn đầy thi vị" và việc tập trung vào những trải nghiệm cá nhân đã giúp tác phẩm trở nên thân thuộc hơn, mặc cho sự tàn bạo của nó. Alexandra từ Kotaku thì tỏ ra mâu thuẫn với chủ đề này. Trong lúc thấm nhuần trọng tâm của câu chuyện về sự đê tiện và buông thả của con người, cô phàn nàn rằng "điều đó thỉnh thoảng gây mất tập trung" và các phân cảnh bạo lực đã làm mất đi tác dụng truyền tải của nó đến người xem. Person từ Kotaku nhận định rằng cách mà tác phẩm khắc họa yếu tố tình dục là "cực kỳ ngớ ngẩn" nhưng cũng phù hợp với cốt truyện, bởi giai đoạn đầu của phim chủ yếu nói về sự phi lý và lố bịch của dâm loạn, đặc biệt là ở giới trẻ. Alexandra cũng nhấn mạnh rằng khung hình ở một số phân cảnh đã thể hiện phụ nữ "theo cách dâm đãng nhất có thể", trong khi Loveridge của Anime News Network thì nhận định rằng khía cạnh tính dục ở phái nữ đã bị tàn bạo hóa một cách rõ rệt, bởi tất cả ác quỷ xuất hiện trong buổi tiệc Sabbath đều là nữ và đặc điểm hình thể của chúng đều được dựa trên bộ phận sinh dục.
Pementel cho biết nhiều nhà phê bình đã bàn luận về "phong cách hoạt hình đáng chú ý" của bộ phim. Loveridge nhận xét đây là một trong những bộ anime có hiệu ứng hình ảnh ấn tượng nhất mọi thời đại, trong khi Thurm ca ngợi rằng nó "đầy mê hoặc", còn Matt Kamen từ GamesRadar+ và Frank thì cảm thấy "vô cùng choáng ngợp". Khi viết cho Anime News Network, Theron Martin bày tỏ rằng "bạn sẽ không thể nào tìm ra một phân cảnh với hình ảnh kỳ dị [...] trong những bộ anime khác ra mắt mùa này". Loveridge gọi đây là "một chuyến phiêu lưu thị giác vô cùng khác biệt", trong khi Salkowitz từ Forbes nhận định rằng Crybaby đã "mang lại trải nghiệm psychedelia nhức mắt nhất từng xuất hiện trên màn ảnh nhỏ" sau loạt Liquid Television của MTV. Trong một bài đánh giá trên Otaku USA, Vincent viết rằng "phong cách hoạt họa chất lỏng mang tính thương hiệu của Yuasa [...] đã biến tác phẩm này, thứ lẽ ra phải trở thành một buổi tiệc xác thịt đầy kinh tởm, thành một vở ballet đầy mê hoặc nói về sự tương tác giữa quỷ dữ và con người". Daniel Kurland của Den of Geek viết rằng "chẳng có gì để nói về Devilman nếu chỉ xét ở bề nổi", nhưng cái cách mà Yuasa áp dụng "lối chỉ đạo nghệ thuật và hiệu ứng hình ảnh đáng kinh ngạc" đã làm bộ phim "trở nên đặc biệt".
Giới chuyên môn đã tán dương phần soundtrack dầy "dồn dập" của Devilman Crybaby, trong đó Inoa phải thốt lên rằng "thật là một bi kịch khi phần âm nhạc hay như thế này lại không có sẵn trên Spotify". Ngoài ra, những đoạn rap trong tác phẩm cũng nhận về nhiều lời khen ngợi từ cả khán giả lẫn các trang chuyên môn như Hypebeast. Mặt khác, Creamer từ Anime News Network thì đánh giá cao cách khắc họa tính cách nhân vật đầy đa dạng của phim. Surat của Otaku USA bình luận rằng, "Điểm mấu chốt ở đây chính là cách miêu tả nhân vật", không chỉ bó buộc ở Akira và Ryo mà còn xoáy sâu vào những cá nhân khác. Toole cũng bày tỏ sự yêu thích với việc thay đổi vai trò của Miki – không còn là một nhân tố thúc đẩy câu chuyện (plot device) như trong bản manga nữa, hay như cách mà các rapper tái định nghĩa phong cách punk. Cách mà Crybaby xử lý với đề tài tình dục và các nhân vật LGBT công khai cũng nhận về nhiều lời khen ngợi; Surat viết rằng "rất nhiều người đã bày tỏ sự đồng tình với bộ phim vì đã khắc họa một cách rõ ràng và chân thực những nhân vật đồng tính nam cũng như đồng tính nữ". Person yêu thích việc có những "miêu tả đầy cảm thông" từ cả hai giới về những khó khăn cản trở họ khi là chính mình, cũng như "sự hiện hữu đầy ẩn dụ nhưng cũng không kém phần rõ ràng về queer". Farokhmanesh nhận thấy "sự chấp nhận đầy kiên định của tác phẩm đối với những mạch truyện phụ, chẳng hạn như tình yêu đồng tính" rất "mới mẻ", đồng thời còn tán dương cách mà tác phẩm chối bỏ tính nam độc hại. Mặc dù vậy, kết thúc của phim lại gây ra nhiều chia rẽ. YouTuber PewDiePie cảm thấy nó "nhạt nhẽo" và là "điểm yếu chí mạng" của sê-ri, trong khi Frank thì cho rằng "cái kết tàn khốc và tuyệt đẹp ấy" vô cùng "hoàn hảo".
Crybaby thường được ghi nhận là trung thành với manga nguyên tác khi vẫn giữ nguyên các yếu tố tình dục và bạo lực. Surat khẳng định rằng "đây có lẽ là bản chuyển thể hoạt hình trung thành nhất của bản truyện gốc". Egan từ Paste nhận định bộ phim "bạo lực một cách dữ dội và không ngần ngại phô ra sự táo bạo hệt như manga của Nagai". Toole thì cảm thấy rằng ban đầu Devilman Crybaby "gần như được chuyển thể nguyên xi từ câu chuyện gốc của Nagai", đồng thời so sánh những tập đầu tiên với bản OVA Devilman ra mắt từ năm 1987. Vincent cảm thán rằng đây "là bản Devilman xuất sắc nhất mọi thời đại" vì chất lượng hoạt họa của tác phẩm. Zac Bertschy của Anime News Network đưa ra lời bình như sau "Bản phim chuyển thể này đã đưa những chất liệu sẵn có lên một tầm cao mới, một cơn bão lửa đầy tráng lệ về đồng tính, một ngày tận thế ngập tràn những tiếng khóc, tiếng la thất thanh vồ lấy bạn ngay từ lúc bắt đầu và sẽ không bao giờ buông ra".